# Emrahia
Emrahia is een geslacht van vlinders van de familie bladrollers (Tortricidae), uit de onderfamilie Olethreutinae.

## Soorten
- E. acanthis (Meyrick, 1920)
- E. hoplista (Meyrick, 1927)